# Карлтон (Міннесота)
Карлтон (англ. Carlton) — місто (англ. city) в США, в окрузі Карлтон штату Міннесота. Населення — 948 осіб (2020).

## Географія
Карлтон розташований за координатами 46°39′21″ пн. ш. 92°25′7″ зх. д. / 46.65583° пн. ш. 92.41861° зх. д. (46.655963, -92.418562).  За даними Бюро перепису населення США в 2010 році місто мало площу 5,88 км², з яких 5,33 км² — суходіл та 0,55 км² — водойми. В 2017 році площа становила 11,38 км², з яких 9,90 км² — суходіл та 1,48 км² — водойми.

## Демографія
Згідно з переписом 2010 року, у місті мешкали 862 особи в 337 домогосподарствах у складі 175 родин. Густота населення становила 147 осіб/км².  Було 355 помешкань (60/км²).
Расовий склад населення:
| - 92,0 % — білих - 4,3 % — корінних американців - 0,5 % — чорних або афроамериканців - 0,3 % — азіатів |

До двох чи більше рас належало 2,4 %. Частка іспаномовних становила 1,5 % від усіх жителів.
За віковим діапазоном населення розподілялося таким чином: 18,0 % — особи молодші 18 років, 54,3 % — особи у віці 18—64 років, 27,7 % — особи у віці 65 років та старші. Медіана віку мешканця становила 44,2 року. На 100 осіб жіночої статі у місті припадало 81,1 чоловіків;  на 100 жінок у віці від 18 років та старших — 76,8 чоловіків також старших 18 років.
Середній дохід на одне домашнє господарство  становив 53 912 долари США (медіана — 43 438), а середній дохід на одну сім'ю — 72 276 доларів (медіана — 66 875). Медіана доходів становила 46 181 долар для чоловіків та 35 417 доларів для жінок. За межею бідності перебувало 13,2 % осіб, у тому числі 8,4 % дітей у віці до 18 років та 16,6 % осіб у віці 65 років та старших.
Цивільне працевлаштоване населення становило 482 особи. Основні галузі зайнятості: освіта, охорона здоров'я та соціальна допомога — 30,1 %, роздрібна торгівля — 14,5 %, мистецтво, розваги та відпочинок — 14,1 %.